# Twist and Shout
〈Twist and Shout〉는 필 메들리와 버트 번스가 쓴 노래다. 원래 더 탑 노츠가 녹음했으나, 아이즐리 브라더스가 커버한 버전이 이후인 1963년 차트에서 히트했다. 비틀즈, 트레멜로스, 더 후를 비롯한 많은 아티스트가 곡을 커버한 바 있다.

## 더 톱 노츠
필 스펙터가 아틀랙틱 레코드의 제작 프로듀서가 되기 1년 전인 1961년, 그는 유망한 보컬 그룹 더 톱 노츠의 싱글을 프로듀스 해 달라는 요청을 받았다. 이는 아직까지 스펙터가 자신의 녹음 기법 "월 오브 사운드"를 터득하기 전의 일이다. 테디 란도조가 편곡했고, 1961년 2월 23일 아틀랜틱 스튜디오에서 색소폰 주자 킹 커티스, 기타 주자 존 피자렐리, 드럼 주자 파나마 프랜시스, 백 보컬 쿠키스가 녹음을 위해 초청되었지만, 더 탑 노츠가 라이브 공연에서 보여준 것만큼의 에너지를 끌어내지 못했다. 곡을 쓴 버트 번스는 스펙터가 곡을 망쳐놓았다고 판단, 스펙터에게 찾아가 어떻게 되어야 했었는지를 보여줬다.
더 탑 노츠는 하워드 호위 가이튼(가이 하워드로도 알려짐), 그의 사촌 데이브 "베이비" 코테즈, 데렉 마틴(데렉 레이로도 알려짐)으로 구성되었다. 가이튼 이 곡의 리드 보컬을 제안받았다. 가이튼, 마틴, 코테즈는 모두 자신들의 고향인 디트로이트를 무대로 하는 더 펄즈, 이후 뉴욕을 무대로 하는 셰이크라는 보컬 멤버로 활동한 적이 있었다. 가이튼과 마틴은 이후로 지미 릭스 앤 더 레이브스의 멤버을 역임한다. 데렉 마틴은 추후 1960년대와 1970년대 사이 로우레트 레이블에서 활동하면서 직접 녹음한 싱글을 성공시켰다. 그 뒤로 프랑스로 이민을 가 현지에서 공연을 이어나갔다. 더 플래터스의 투어에서 노래를 불렀고, 1977년 아르헨티나 투어 도중 39세의 나이에 심장마비로 사망한다.

## 아이즐리 브라더스
아이즐리 브라더스는 1962년에 곡을 녹음하기로 결심했고, 버트 번스는 여기서 버트 러셀이라는 예명으로 프로듀스했다. 그리고 스펙터는 녹음에 자신이 의도한 사운드를 넣었다. 결과물은 아이즐리 브라더스의 공연의 활기를 제대로 포착했고, 빌보드 핫 100 싱글 차트의 20위권에 올라 트리오의 첫 음반 성공을 이룩했다.
로널드 아이즐리가 리드 보컬로 참여한 아이즐리 브라더스 버전은 미국 팝 차트에서 40위권에, 그리고 미국 R&B 차트에서 2위까지 올랐다. 노래는 향후인 1960년대 초반부터 R&B풍으로 숱하게 커버되었다. 로널드에 의하면 B면에는 버트 바카락의 스탠더드 곡인 〈Make It Easy on Yourself〉을 넣을 생각이었다. 아이즐리 브라더스는 3년 전 발표한 〈Shout〉가 히트하지 못했기 때문에 〈Twist and Shout〉를 녹음한 뒤 성공할 것이라는 예상을 하지 못했다.

### 참여 인원
- 로널드 아이즐리 – 리드 보컬
- 오켈리 아이즐리 주니어 – 백 보컬
- 루돌프 아이즐리 – 백 보컬
- 킹 커티스 – 색소폰
- 에릭 게일 – 기타
- 트레이드 마틴 – 기타
- 코넬 듀프리 – 기타
- 폴 그리핀 – 피아노
- 척 레이니 –  베이스
- 게리 체스터 – 드럼
- 버트 러셀 – 프로덕션

## 비틀즈 버전
비틀즈는 영국에서의 첫 정규 음반인 《Please Please Me》를 위해 1963년 2월 11일 13시간 가량을 첫 번째 세션에서 10곡을 녹음하는 데 사용했다. 〈Twist and Shout〉는 존 레논이 리드 보컬로 참여했으며 가장 마지막에 녹음되었다. 조지 마틴은 레논의 목소리가 공연으로 손상되어 있음을 깨닫고 곡의 녹음을 가장 마지막에 배치, 그 무렵에는 활용할 수 있는 시간이 15분밖게 되지 않았다.
레논은 당시 감기를 앓고 있었고, 그래서 목을 완화시키기 위해 우유를 마시고 목캔디를 먹었다. 감기가 목소리에 미친 영향은 음반에서 명백하게 들어난다. 그렇지만 이 덕분에 그는 결코 잊을 수 없는, 요란하고 극적인 보컬을 곡에 수놓았다. 레논은 오랜 시간 동안 원래 목소리를 찾을 수 없었으며, "[제가] 삼킬 때마다, 사포가 넘어가는 듯 했다"고 말했다. 두 번째 테이크도 녹음했지만 레논은 곡을 폐기했다. 조지 마틴은 "전 두 번째 테이크도 시도했지만, 레논의 목이 완전히 나간 상태였습니다."라고 회상했다. 이 곡은 영국의 로큰롤의 보컬 부문에서 가장 훌륭한 예시 중 하나로 간주된다.
1986년 매튜 브로데릭이 비틀즈 버전을 영화 《페리스의 해방》에서 립싱크로 불렀고, 동시에 로드니 데인저필드의 영화 《백 투 스쿨》이 노래를 사용했다. 이 두 영화에서의 곡 출연에 힘입어 싱글은 빌보드 핫 100에 진입해 23위까지 올랐고, 이로써 1980년대 비틀즈의 두 번째 싱글 차트 진입이 되었다. 노래는 1986년 미국에서 40위권 안에 7주간 머물렀고, 1964년에 16주를 머무른 것을 합산하면 〈Twist and Shout〉는 40위권에 23주간 머물러 비틀즈의 곡 중 가장 오래 머무른 것이 된다. 2010년 11월, 영국 싱글 차트에 집입한다. 아이튠스에 비틀즈의 곡이 출시된 것에 대한 반응으로, 48위에 올랐다.

### 참여 인원
- 존 레논 – 리드 보컬, 리듬 기타
- 폴 매카트니 – 베이스, 백 보컬
- 조지 해리슨 – 리드 기타, 백 보컬
- 링고 스타 – 드럼

노먼 스미스가 엔지니어로 참여

### 차트와 판매량

#### 차트
| 차트 (1964)                    | 최고 순위 |
| ------------------------------ | --------- |
| 호주 켄트 뮤직 리포트          | 5         |
| 네덜란드 (싱글 톱 100)         | 9         |
| 노르웨이 (VG-리스타)           | 7         |
| 미국 빌보드 핫 100             | 2         |
| 미국 캐쉬박스 톱 100           | 1         |
| 서독 미디어 컨트롤 싱글 차트   | 10        |
| 차트 (1986)                    | 최고 순위 |
| 미국 빌보드 핫 100             | 23        |
| 차트 (2010)                    | 최고 순위 |
| 영국 싱글 (오피셜 차트 컴퍼니) | 48        |

#### 판매량
| 국가                               | 인증     | 판매량/출하량 |
| ---------------------------------- | -------- | ------------- |
| 미국 (RIAA)                        | 플래티넘 | 1,000,000     |
| 판매량+스트리밍을 기반으로 한 인증 |          |               |

## 더 후 버전
영국의 록 밴드 더 후는 자신들의 활동 시기에 라이브로 커버한 바 있다. 아일 오브 와이트 페스티벌에서는 로저 돌트리가 리드 싱어로, 파웰 투어에서는 존 엔트위슬이 리드 싱어로 각각 1970년과 1982년 선보였다.
1982년 버전은 라이브 음반 《Who's Last》 (리치필드 대경기장에서 1982년 12월 14일 녹음해 1984년 11월 출시), 《Live from Toronto》 (메이플 리프 가든에서 1982년 12월 17일 녹음해 2006년 출시), 1994년 컴필레이션 음반 《Thirty Years of Maximum R&B》 (메이플 리프 가든에서 1982년 12월 16일 녹음했으나 라이너 노츠에는 CNE 스타디움에서 1982년 10월 9일 녹음되어 있다고 잘못 기재)에서 들을 수 있다.